# Gabriel Benoist
Pour les articles homonymes, voir Benoist.
Gabriel Benoist, né le 11 juillet 1891 à Gournay-en-Bray et mort le 27 octobre 1964 à Rouen, est un écrivain normand du pays de Caux écrivant en cauchois.
Il était le dernier d’une fratrie de onze enfants.
La Société d'encouragement au bien lui décerne une médaille de vermeil en 1937 pour l'ensemble de son œuvre.
Il demeure 2 place de la Pucelle puis 21 rue Thiers à Rouen.
Il est enterré à Yvetot.

## Œuvres
- Thanase Péqueu (1er février 1932)
- Le Mariage de Thanase Péqueu
- Les Histouères de Thanase Péqueu, (1932-1937, dans le Journal de Rouen) (ill. de Georges Conrad).